# Debbie Freeman
Debbie Freeman (5 juni 1962) is een tennisspeelster uit Australië.
In 1980 won Freeman het meisjestoernooi van Wimbledon.